# モスカーリ人

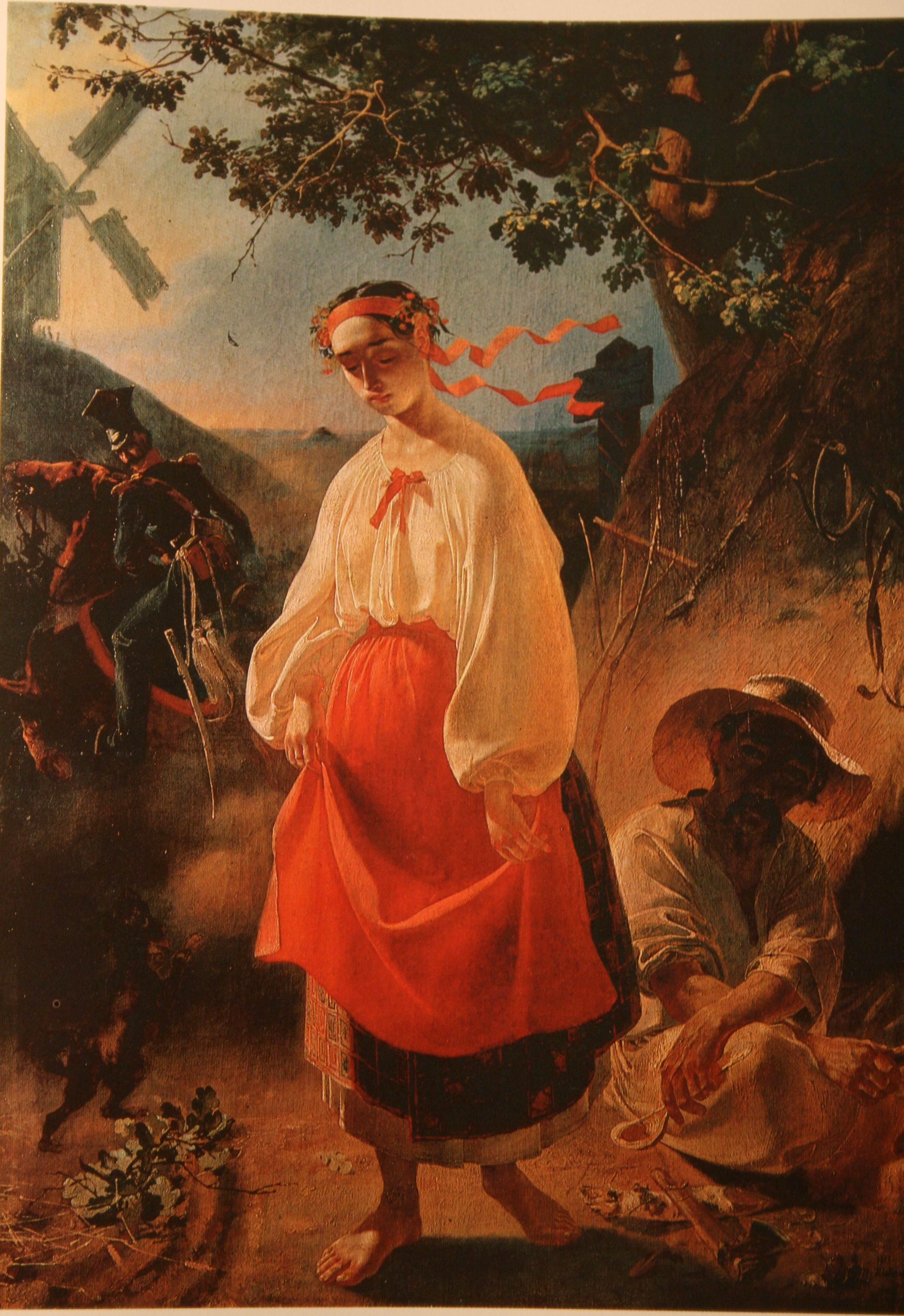
タラス・シェフチェンコ作「カテルィーナ」（油絵、1842年）。「カテルィーナ」物語詩をモチーフにした作品。ウクライナの娘カテルィーナはロシア人の将校（モスカーリ人）に遊ばれ捨てられた。19世紀のウクライナ・ロシア関係の象徴。

モスカーリ人（モスカーリじん、ウクライナ語：моска́ль；ベラルーシ語：маскаль；ポーランド語：Moskal；意訳：「モスクワ人」)は、中世後期以来、ウクライナ人・ベラルーシ人・リトアニア人・ポーランド人の間で用いられるロシア人の外名である。文脈によってロシア軍の兵士を意味することもある。

## 概要
「モスカーリ人」という用語は、ロシア人が歴史上に初めて姿を表した国家であるモスクワ大公国に由来する。ルーシとルーシ人と無関係な人たちであることを意味する。
ロシア人とも呼ばれる集団を指す中立的な概念であるものの、18世紀末にウクライナ・ベラルーシ・リトアニア・ポーランドなどがロシア帝国の支配下に置かれると、ロシア軍の将兵をさすようになり、否定的な意味も持つようになった。
現在、ウクライナを初め、東欧諸国においてロシア人の蔑称、あるいは皮肉っぽい呼称として用いられる。ロシア極東においても西部のロシア人、特にモスクワの住民に対して使用されることもある。
また、ウクライナ語での「モスカーリ」という単語は、とても辛いニンニク、ホシカメムシ、ゴキブリ、そして冷たい北の風をさすことがある。

## 諺

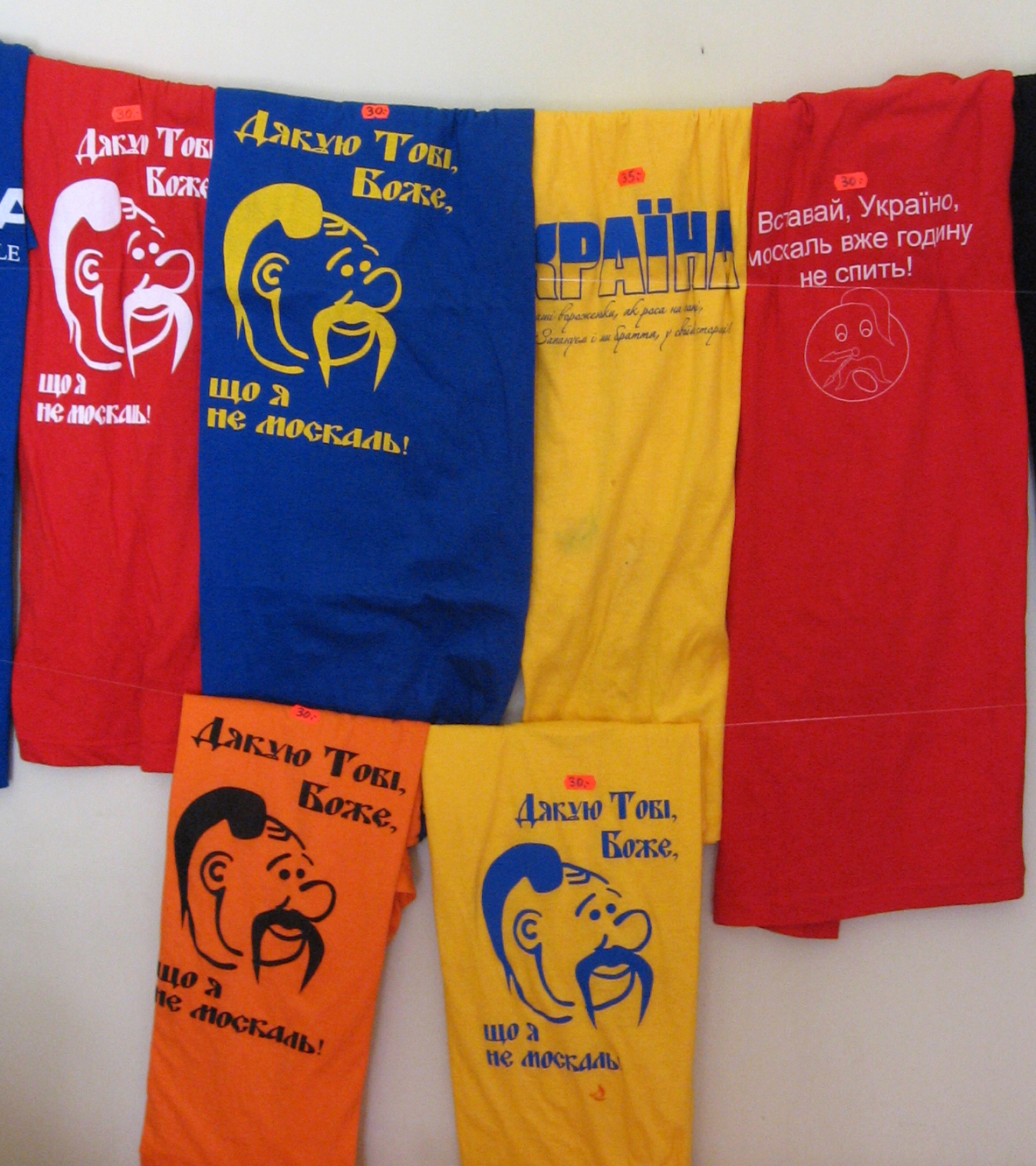
オセレーデツィを持つウクライナ・コサックをモチーフにしたウクライナのTシャツ。「神様、ありがとう！モスカーリ人に生まれなくてよかった」と書いてある。

ウクライナ語ではモスカーリ人について沢山の諺が存在する。
- 鬼とモスカーリ人はビールを造ろうとしたところ、モスカーリ人に麦芽が盗まれた。
Варив чорт з москалем пиво, та й солод у чорта пропав.
- モスカーリ人にドアを指しても、窓から入る。
Ти москаля в двері, а він у вікно лізе.
- モスカーリ人と仲良くしても、懐で武器を用意しなければならない。
З москалем дружи, а камінь за пазухою держи.
- モスカーリ人は貧しくても、野心が大きい。
У москаля на грош амуніції, на десять амбіції.
- モスカーリ人が「法律だ！」と言っても、その法律に従わない。
Казав москаль право, та й збрехав браво.
- 「父上、鬼が家に攻め込みましたよ！」－「大丈夫！モスカーリ人ではないから！」
«Тату, тату, лізе чорт у хату» — «Дарма, аби не москаль».

## 名字
「モスカーリ人」という用語に由来するウクライナ人の名字が存在する。例えば、
- モスカーリ　Москаль（ロシア人・兵士）
- モスカリチューク　Москальчук（ロシア人・兵士の召使）
- モスカレーンコ　Москаленко（ロシア人・兵士の子）

などである。